# Jorge Enrique Perrén (hijo)
Jorge Enrique Perrén (nacido el 9 de octubre de 1939 en la Ciudad de Buenos Aires – Buenos Aires, 31 de octubre de 2007) fue un militar argentino, que estaba procesado con prisión preventiva por delitos contra los derechos humanos cometidos en el centro clandestino de detención que funcionaba en la ESMA durante el autodenominado Proceso de Reorganización Nacional. Era hijo del contraalmirante Jorge Enrique Perrén (1910-2002), retirado del arma en 1959.

## Vida
Desde febrero de 1978 hasta octubre de 1978 es jefe del sector Operaciones del Grupo de tareas 3.3.2 en la ESMA y fue compañero del primer represor que confesó haber participado de los vuelos de la muerte, el mecánico Adolfo Scilingo, condenado en España, a pedido de quién declaró por videoconferencia en el juicio oral a Scilingo. Perrén también fue requerido por la justicia española para su juzgamiento. 
Murió en 2007 en el Hospital Naval, debido a un cuadro de neumonía, a los 68 años. Cumplía detención en el Instituto Penal de las Fuerzas Armadas en Campo de Mayo cuando, por indicación médica, debió ser trasladado para su internación en el centro asistencial naval. Dicho Instituto es una cárcel con régimen común destinada a represores militares, custodiada por personal de la Gendarmería y aislada con una alambrada de las unidades del Ejército con asiento en la guarnición de Campo de Mayo.
Su número de legajo de la CONADEP es 0704/2740/2365.

## Acusaciones
Se dice que tomó parte activa en las sesiones de tortura a los detenidos-desaparecidos de la ESMA y que habría participado en el secuestro de la diplomática Elena Holmberg. Habría actuado como responsable del Centro Piloto de París durante 1977, creado para mejorar la imagen del gobierno militar en el exterior. Se lo señala como que habría viajado a Venezuela con documentación falsa para secuestrar a Julio Broner. La operación no se realizó.
Perrén también estaba procesado por una derivación de la causa ESMA conocida como Chacras de Coria, en la que se investiga si, junto a otros represores, se apoderó de bienes de detenidos desaparecidos durante la última dictadura. Es en ese proceso que el marino admitió haber encabezado el secuestro del abogado Conrado Gómez, negando haberse beneficiado con el robo de los bienes de los accionistas de una sociedad propietaria de valiosos terrenos ubicados en Chacras de Coria que pasarían luego a manos del ex almirante Emilio Massera. Gómez era el representante legal de esa empresa y fue secuestrado el 10 de enero de 1977 de su vivienda de la avenida Santa Fe. Al día siguiente, su contador, Horacio Palma, corrió la misma suerte, y el 12 fue arrancado de su casa en Mendoza el tercer accionista, el bodeguero Victorio Ceruti, junto a su yerno Omar Pincolini. Además de esas tierras, los marinos se apoderaron de fuertes sumas de dinero, coches y caballos de carrera pertenecientes a Gómez. En esa causa está detenido Eduardo Enrique Massera, hijo mayor del ex almirante e integrante de la sociedad Misa Chico a la que fueron traspasados los bienes.